# Camilo Jerónimo Pérez
Camilo Jerónimo Pérez (n. 3 de mayo de 1555 - f. septiembre de 1617) nació en el actual municipio de Atotonilco el Chico. Realizó la planeación del convento de San Juan de Apóstol, además de participar en su defensa durante las conocidas “Guerras chichimecas”. Fue acusado de las misteriosas muertes de varios frailes, ocurridas entre 1595 y 1600, sin embargo ninguna pudo ser comprobada. Debido a su capacidad y habilidad para hablar varias lenguas, forjó amistad con los indios principales de pueblos vecinos, convirtiéndose en una figura reconocida políticamente en dichos pueblos.

## Infancia y juventud
Nació el 3 de mayo de 1555, de acuerdo con la versión más aceptada, fue hijo de fray Alonso Pérez, perteneciente a la orden agustina y de una mujer nativa de la región cuya identidad es desconocida. Tras el incendio de su casa y la muerte de su madre, fue acogido por un íntimo amigo de su padre, quien le instruyó durante su juventud el arte de la geometría. Para cuando tenía 17 años, le fue asignada la tarea de planear la construcción del convento de San Juan de Apóstol. Durante este periodo de tiempo, se vio en la necesidad de aprender las diferentes lenguas empleadas por los naturales de los pueblos vecinos que eran llevados a trabajar en la edificación de obras públicas. Debido a su habilidad y destreza para comunicarse, pronto se convirtió en una pieza clave como traductor de los principales indígenas a los frailes y viceversa. En 1594, hubo una gran hambruna en la región, que provocó la muerte de su tutor, ocasionando en Camilo un cambio en su temperamento que se veía reflejado en la forma de tratar a las personas.

## Acusaciones
Por las muertes de frailes ocurridas a finales del siglo XVI, se abrió una investigación que tuvo como principal sospechoso a Camilo Pérez, debido a que las once muertes registradas presentaban el mismo patrón de muerte por asfixia, y habían comenzado desde la llegada de Camilo al monasterio de Atotonilco el Grande en 1595. Debido a que no había suficientes pruebas en su contra, fue librado de toda culpa.

## Vida tardía y últimos años
De 1600 a 1610, el lugar se vio implicado en batallas menores contra los chichimecas del norte. Camilo apoyado por los naturales y vecinos del lugar, defendieron el convento hasta el cese de los ataques con la llegada del primer gobernador del lugar.
Pasó el resto de sus años (1610-1617) como un “loco mendicante”,.  hasta que su cuerpo fue hallado en septiembre de 1617 en una barranca cerca del camino Real.